# ダイイング・ウィッシュ
「ダイイング・ウィッシュ」（"Dying Wish"）は、マーベル・コミックの『アメイジング・スパイダーマン』誌で展開された2012年のコミック・ブックのストーリーラインである。『アメイジング・スパイダーマン』第698号で始まり、最終号となる『アメイジング・スパイダーマン』第700号で締めくくられたこのストーリーは50年以上にわたって続いた『アメイジング・スパイダーマン』誌の刊行を一時休止させ、2013年1月に創刊された『スーペリア・スパイダーマン』誌に取って代わられた。
これは『アメイジング・スパイダーマン』第600号で描かれた、ヴィランのドクター・オクトパスが長年に及ぶ犯罪とスーパーヒーローたちとの戦いで末期的な病に冒されたストーリーを締めくくるものである。自分に死が迫っていることを知ったオクトパスは2012年3月のストーリー「エンド・オブ・ジ・アース」より始まった計画を実行に移し、「ダイイング・ウィッシュ」ではスパイダーマンの正体であるピーター・パーカーとの意識交換に成功し、彼を死にゆく自分の身体に閉じ込めるという結末を迎えた。
オクトパスの体でピーターが死亡し、オクトパスがスーペリア・スパイダーマンとして蘇るというストーリーは物議を醸した。「ダイイング・ウィッシュ」は2012年に最も売れたコミックであり、第700号は同年で4番目に売れたコミックである。

## 出版史
『アメイジング・スパイダーマン』の第698号と第700号の主なストーリーを含む画像が一般販売前にリークされた。『アメイジング・スパイダーマン』第700号の結末は発売日の12月26日の12日前、小売店に到着する4日前の2012年12月14日にリークされた。スロットはこのリーク事件に対し、読者にはコミック本編を待って、エンディングをコンテクストの中で体験して欲しいと呼びかけた。第698号の執筆の際にスロットはピーター・パーカーの身体に入ったドクター・オクトパスの台詞を書くのに苦労し、2人の身体が入れ替わったことを明確にせず、「『おい、この号はピーターの声がちゃんと出ていないぞ』と思わせるくらい奇妙な」微妙な違いを伝えたいと考えた。

## シノプシス

### 背景
『アメイジング・スパイダーマン』第600号（2009年7月）でドクター・オクトパスはスパイダーマンをはじめとするスーパーヒーローたちとの戦いで負った傷が原因で死期が迫っていることが明らかとなる。これがきっかけで最初は自身の命を救うこと（2010年のストーリー「Origin of the Species」）、その後は70億の人々を襲ってその悪名を記憶させること（2012年のストーリー「エンド・オブ・ジ・アース」）を目的とした一連の計画が動き出す。オットーはその試みに失敗し、「エンド・オブ・ジ・アース」事件の後にラフトに投獄され、生命維持装置に繋がれて死を待つ身となる。

### メインプロット
『アメイジング・スパイダーマン』第698号（2012年11月）の冒頭、ドクター・オクパスはラフト刑務所に収監されている。昏睡状態から目覚めた彼は朦朧とする状態の中「ピーター・パーカー」の名を口にする。一方で別の場所では日々の活動に勤しむスパイダーマンが映し出され、彼はその胸の内で科学者、そして1人の男としての自身の可能性をメリー・ジェーン・ワトソンとの復縁を含めて求めている事が詳細に語られる。オットーがスパイダーマンの正体の名をつぶやいたことを受け、彼は病魔に犯された宿敵が横たわるベッドへと向かう。そこで「スパイダーマン」はある時点から特別にリモートコントロールされていたオクトボットによってオットーと精神が入れ替えられていたことが判明する。オットーはピーターの人生を手に入れ、そしてピーターをオットーの肉体で死なせるつもりであった。
『アメイジング・スパイダーマン』第699号（2012年12月）で医師たちはピーターの精神が入ったオクトパスを生存させようと苦労する。オットーがスパイダーマンとなって悪事を働くと考えたピーターはオットーの記憶にアクセスし、ゴールドオクトボットでオットーの脳波をピーターのそれに書き換えていたことを知る。オットーの身体でオクトボットと遠隔精神接続したピーターはそれを制御して使用し、脱獄のためにラフトにヴィランたちを招集する。集まったハイドロマン、スコーピオン、トラップスターはその精神がパーカーであるとは知らずにオットーを脱獄させ、一同はオットーの精神が入ったピーターを捕らえる作戦を開始する。
『アメイジング・スパイダーマン』第700号（2012年12月）でオットーはパーカーの脱獄を知り、彼の身体が死ぬまでアメリカを離れようとする。一方でトラップスターは様々な技術を使ってピーターの精神が入ったオットーの肉体の延命を試みる。電気ショック治療中、ピーターは死後の世界を幻覚を見てベンおじさん、グウェン・ステイシー、ジョージ・ステイシー、忘れていた両親のリチャードとメアリー・パーカーといったこれまで失った人々と再会する。ベンからもう一度オットーと戦うように励まされたピーターは現実世界で目を覚ます。オットーはニューヨークに残り、ピーターと親しい人物全員をアベンジャーズ・タワーへと集める。ピーターが回収したゴールドオクトボットの修理を試みる一方、オットーは入れ替わりのことを知らない警察官たちに彼を追跡させる。ヴィランたちが警察官たちを傷つけようとするのを避けたいピーターはトラップスターを無力化し、ハイドロマンとスコーピオンを連れて逃走する。一同はアベンジャーズ・タワーに突入するが、スパイダーマンの姿のオットーが立ちはだかる。スコーピオンとハイドロマンはJ・ジョナ・ジェイムソンがタワーにいることを知るとピーターを放置してスコーピオンの個人的なジェイムソンへの恨みを晴らしに行く。スコーピオンがジェイムソンの父の妻でピーターの叔母でもあるメイに襲いかかった瞬間にオットーは幼少期のピーターの叔母の記憶を垣間見、彼女を守るために割り込む。スコーピオンが再び攻撃を仕掛けてくると激怒したオットーは彼の装甲がない下顎を強く殴り、重傷を負わせる。オットーが自分の身体を使って人を半殺しにしたのを見たピーターは彼に掴みかかり、窓から飛び降りて道連れを試みる。オットーはウェブを使ってクッションを作り、両者は助かる。身体を取り戻すチャンスと見たピーターは精神を交換するためにオクトボットを操ってオットーを攻撃するが失敗する。それは機能しない。オットーはピーターが再度精神を入れ替えるのを阻止するために後頭部に金属シールドを展開していたのである。オットーは死にかけのピーターを殴り倒して動けなくする。ピーターは残された時間でオットーを止めるための最後の手段に出る。オクトボットの接続を使ってピーターはオットーの精神に自身が幼少期から経験した数多くの喪失、そしてスパイダーマンとなるまでの全人生の記憶を流し込み、彼の代わりにオットーが登場するように記憶を書き換える。オットーはその重い記憶に圧倒され、自身の悪党ぶりを思い知る。オットーが自らの行いを悔やむ中、ピーターはスパイダーマンとしての役割を担い、友人や家族、そしてニューヨークの人々を守ることで自分の足跡を辿るように敵を励ます。オットーはそれに同意して約束し、ピーターは息絶える。かつての宿敵に敬意を表し、別れを告げるオットーはより優れたスパイダーマンとなることをピーターに約束する。

### 余波
このストーリーラインを受けて50年以上にわたって続いた『アメイジング・スパイダーマン』誌は終了してピーター・パーカーの死が描かれ、ドクター・オクトパスによってスパイダーマンが継がれた月刊のオンゴーイング誌『スペーリア・スパイダーマン』が2013年より刊行開始された。その他のキャラクターの進展としてはメリー・ジェーン・ワトソンがオクトパスをピーター・パーカーと信じて恋愛関係となり、J・ジョナ・ジェイムソンと長らく疎遠だった彼の父のJ・ジョナ・ジェイムソン・シニアの和解、ハイドロマンの意識を含む単一の分子である「魂の分子」の概念の導入などがある。
さらにタイイン誌『アメイジング・スパイダーマン』第699.1号ではパーカがラフトから脱獄したことでマイケル・モービウスの脱獄をもたらしたと描写された。これにより2013年1月より月刊の個人誌『モービウス: ザ・リヴィング・ヴァンパイア』の第2シリーズの刊行が始まった。
オクタヴィウスは『スーペリア・スパイダーマン』誌でスパイダーマンとして活動するが、ノーマン・オズボーンを倒すために自らを犠牲にしてピーターの意識を復活させる。しかしながら死の1ヶ月ほど前にオクタヴィウスは自分の意識のデジタルバックアップを作成しており、ピーターのために自分を犠牲にする決意をした経緯の記憶が無く、ピーターをベースとした新たな肉体でヴィランに復帰している。

## 他のバージョン
2014年の「スパイダーバース」展開では、ベン・ライリーがスパイダーマンを続けていた世界であるアース-94でオクタヴィウスが自分自身をスパイダーマンにダウンロードする計画が失敗していたことが明らかとなった。計画そのものが失敗したのか、それともライリーが自分の身体を取り戻せたのかは不明である。
1962年にピーターがスパイダーマンになった後にキャラクターたちが現実と同様に年をとった世界である『スパイダーマン: ライフストーリー』ではオクタヴィウスはピーターの代わりにマイルズ・モラレスの肉体を乗っ取った（マイルズがスパイダーマンになる頃にピーターは70代になっていた）。ドクター・ドゥームのテクノロジーを地上から一掃する「ドゥームズデイ・パルス」を起動するために宇宙に向かう任務の最中、ピーターはヴェノムと結合したクレイヴンとの接触と彼の科学知識からオクタヴィウスがマイルズの身体の中にいると推理する。オクタヴィウスはピーターの精神を破壊しようとするが、ピーターはメイおばさん（この世界ではオクタヴィウスの元妻）の記憶を使って自分の人生の限界を受け入れるよう説得する。ピーターはオクタヴィウスを宇宙ステーションの唯一の脱出ポッドで地球に送り、ドゥームズデイ・パルスを確実に作動させるために自らを犠牲にする。地球に帰還したオクタヴィウスは自分とマイルズを元の身体に戻す。

## 他のメディア

### テレビ
- 2017年のテレビアニメ『マーベル スパイダーマン』の第2シーズンで「ダイイング・ウィッシュ」が翻案された。

### ビデオゲーム
- 2013年のゲーム『LEGO マーベル スーパー・ヒーローズ ザ・ゲーム』ではスーペリア・スパイダーマンがプレイアブルキャラクターとして登場し、ジェームズ・アーノルド・テイラーが声優を務めた。
- 2014年のゲーム『The Amazing Spider-Man 2』ではスーペリア・スパイダーマンがオルタナティブ・コスチュームとして登場する。

## 評価
このストーリーラインに対するファンの反応は非常に多様であり、ピーターの死を批判する者、この変化点を歓迎する者、ピーターの死は覆される可能性が高いと主張する者などが現れた。スロットは後者に関してはそうはならないと主張した（2014年4月に『アメイジング・スパイダーマン』誌が復活した際にこの決定は実際には覆された）。スパイダーマンの死が描かれた物語の結末がリークされた後、スロットは当局に通報するほど深刻であるとみられる殺害予告を受けた。しかしながらスロットは否定的な反応は少数派であり、大部分は肯定的であったと述べている。スパイダーマンの共同作者であるスタン・リーも当初はストーリーのコンセプトに驚かされたが、それに対してオープンマインドでいることにしたと認めている。

### 売り上げ
物語の第1部にあたる『アメイジング・スパイダーマン』第698号は前号の推定59,878部から21,472号増加した推定81,350部を売り上げた。第699号はわずかに減少して74,901部であったが、第700号は200,957部を売り上げ、12月のコミック売り上げ1位となった。北米のコミック販売会社のダイアモンド・コミック・ディストリビュータ（DCD）によれば第700号は2012年のコミック売り上げで4位、第698号は94位、第699号は130位、タイインの第699.1号は182位であった。
| 号   | 発行日     | 推定販売部数 | 順位 | 参照   |
| ---- | ---------- | ------------ | ---- | ------ |
| #698 | 2012年11月 | 81,350       | 13   | [ 44 ] |
| #699 | 2012年12月 | 74,901       | 14   | [ 45 ] |
| #700 | 2012年12月 | 200,957      | 1    | [ 45 ] |

2013年3月にハードカバー単行本が発売された。

## 日本語版
| タイトル                                       | 収録内容                                              | 出版月    | 翻訳     | ISBN           |
| ---------------------------------------------- | ----------------------------------------------------- | --------- | -------- | -------------- |
| スーペリア・スパイダーマン: ワースト・エネミー | Amazing Spider-Man #698–700, Superior Spider-Man #1–5 | 2016年9月 | 秋友克也 | 978-4864913096 |

### 個別
1. ↑  “Comichron: 2012 Comic Book Sales to Comics Shops” (英語). Comichron. 2018年7月26日閲覧。
2. 1 2  Sunu, Steve (2012年12月14日). “UPDATED: "AMAZING SPIDER-MAN" #700 ENDING LEAKS ONLINE”.   Comic Book Resources. 2013年1月8日閲覧。
3. ↑  Ching, Albert (2012年11月27日). “Slott Talks AMAZING SPIDER-MAN #698's Big Twist [SPOILERS]”. Newsarama.  TechMediaNetwork, Inc.. 2013年1月12日時点のオリジナルよりアーカイブ。2013年1月11日閲覧。
4. ↑  Slott 2012d, pp. 16–17.
5. ↑  Slott 2012d, p. 21.
6. ↑  Slott 2012, pp. 2–3.
7. ↑  Slott 2012, pp. 2–5.
8. ↑  Slott 2012, pp. 18–14.
9. ↑  Slott 2012, pp. 18–19.
10. ↑  Slott 2012, p. 20.
11. ↑  Slott 2012b, pp. 18–20.
12. ↑  Slott 2012, pp. 20, 22.
13. ↑  Slott 2012b, p. 3.
14. ↑  Slott 2012b, pp. 6–10.
15. ↑  Slott 2012b, pp. 10, 12–13.
16. ↑  Slott 2012b, pp. 15–18, 20.
17. ↑  Slott 2012c, pp. 4–5.
18. ↑  Slott 2012c, pp. 6–7.
19. ↑  Slott 2012c, pp. 7–13.
20. ↑  Slott 2012c, pp. 19–20, 33.
21. ↑  Slott 2012c, pp. 21–22.
22. ↑  Slott 2012c, pp. 23–25.
23. ↑  Slott 2012c, pp. 29–31.
24. ↑  Slott 2012c, p. 33.
25. ↑  Slott 2012c, pp. 35–36.
26. ↑  Slott 2012c, pp. 37.
27. ↑  Slott 2012c, pp. 38–40.
28. ↑  Slott 2012c, p. 40.
29. ↑  Slott 2012c, pp. 40–43.
30. ↑  Slott 2012c, pp. 44–47.
31. ↑  Slott 2012c, pp. 48–49.
32. ↑  Slott 2012c, pp. 51–52.
33. ↑  Slott 2012c, p. 28.
34. ↑  Slott 2012c, p. 26.
35. ↑  Slott 2012c, pp. 34.
36. ↑  Keatinge 2012, pp. 4–5, 29.
37. ↑  Scarlet Spiders #3. Marvel Comics (New York).
38. ↑  Zdarsky, Chip（英語版） (w), Bagley, Mark (p), Dell III John (i). "All My Enemies" Spider-Man: Life Story, no. 6 (2019年10月). New York: Marvel Comics
39. 1 2  Stump, Scott (2012年12月27日). “Death of Spider-Man's alter ego has fans crawling up walls”. MSNBC.  NBCUniversal. 2012年12月31日時点のオリジナルよりアーカイブ。2013年1月11日閲覧。
40. ↑  “Death of Spider-Man's alter ego has fans crawling up walls”.  The Today Show (2012年12月27日). 2022年1月25日閲覧。
41. ↑  Sacks, Ethan (2014年1月12日). “Exclusive: Peter Parker to return from death in Amazing Spider-Man #1 this April”. New York Daily News. 2014年7月12日時点のオリジナルよりアーカイブ。2013年1月13日閲覧。
42. ↑  Sunu, Steve (2012年12月18日). “"AMAZING SPIDER-MAN" WRITER DAN SLOTT RECEIVES DEATH THREATS VIA SOCIAL MEDIA”.   Comic Book Resources. 2013年1月8日閲覧。
43. ↑  Ethan Sacks (2012年12月28日). “Marvel Comics explains why they killed off Peter Parker in 'Amazing Spider-Man #700' so close to Stan Lee's 90th birthday”. New York Daily News. 2022年1月25日閲覧。
44. 1 2  Mayo, John (2012年12月11日). “Sales Estimates for November, 2012 - "All New X-Men" Leads Marvel Now! Sales Domination”.   Comic Book Resources. 2013年1月8日時点のオリジナルよりアーカイブ。2013年1月8日閲覧。
45. 1 2 3  Mayo, John (2013年1月15日). “Sales Estimates For December, 2012 - "Amazing Spider-Man" Finale Tops Charts”.   Comic Book Resources. 2013年1月12日時点のオリジナルよりアーカイブ。2013年1月15日閲覧。
46. ↑  Sunu, Steve (2013年1月8日). “"THE WALKING DEAD" DOMINATES DIAMOND COMICS' 2012 TOP 500 LISTS”.   Comic Book Resources. 2013年1月11日時点のオリジナルよりアーカイブ。2012年1月11日閲覧。

### 全般
- Slott, Dan (w), Caselli, Stefano（英語版） (a), Martin Jr, Frank (col). "Ends of the Earth" The Amazing Spider-Man, no. 687 (2012年8月). New York, NY: Marvel Comics
- Slott, Dan (w), Elson, Richard（英語版） (a), Fabela, Antionio (col). "Dying Wish Prelude: Day in the Life" The Amazing Spider-Man, no. 698 (2012年11月). New York, NY: Marvel Comics
- Slott, Dan (w), Ramos, Humberto（英語版） (p), Olazaba, Victor (i)Delgardo, Edgar (col)"Dying Wish Part 2: Outside the Box" The Amazing Spider-Man, no. 699 (2012年12月). New York, NY: Marvel Comics
- Keatinge, Joe（英語版）, Slott, Dan (w), Delandro, Valentine (a), Fabela, Antionio (col). "Enter: Morbius the Living Vampire" The Amazing Spider-Man, no. 699.1 (2012年12月). New York, NY: Marvel Comics
- Slott, Dan (w), Ramos, Humberto（英語版） (p), Olazaba, Victor (i)Delgardo, Edgar (col)"Dying Wish Part 3: Suicide Run" The Amazing Spider-Man, no. 700 (2012年12月). New York, NY: Marvel Comics